# Waltrud Viehböck
Waltrud Viehböck (* 24. Februar 1937 in Fulda; † 19. Dezember 2014 in Linz) war eine deutsch-österreichische Pharmazeutin und Bildhauerin.

## Leben und Werk
Sie absolvierte ein Pharmaziestudium in Deutschland, besuchte dann von 1968 bis 1971 die Universität für künstlerische und industrielle Gestaltung Linz, Meisterklasse Metall bei Helmuth Gsöllpointner und beschäftigt sich seither freischaffend in den Bereichen Stadtmöblierung, Sakralobjekte und Bildhauerei tätig. Sie stellt Schmuck und Metallplastiken her. Die Künstlerin war mit Arthur Viehböck verheiratet, erhielt 1977 die österreichische Staatsbürgerschaft, lebt und arbeitete in Kematen an der Krems und trug den Berufstitel Professor.
Sie wurde am 31. März 1976 im Künstlerhaus Wien aufgenommen und zeigte ihre Kollektionen dort 1992 und 2002. 2008 und 2009 wurde ihr dort der Goldene Lorbeer verliehen. Sie gehörte weiters der Künstlervereinigung MAERZ und dem Oberösterreichischen Kunstverein an und nahm regelmäßig an Ausstellungen im In- und Ausland teil.

## Ausstellungen (Auswahl)
- Metallplastik und Schmuck von Waltrud und Arthur Viehböck, Ausstellung und Katalog (62 Seiten) im Deutschen Goldschmiedehaus Hanau und in der Galerie MAERZ (1979)
- Stahlplastiken, Ausstellung und Katalog (28 Seiten), Künstlerhaus Wien, 1992

## Werke (Auswahl)

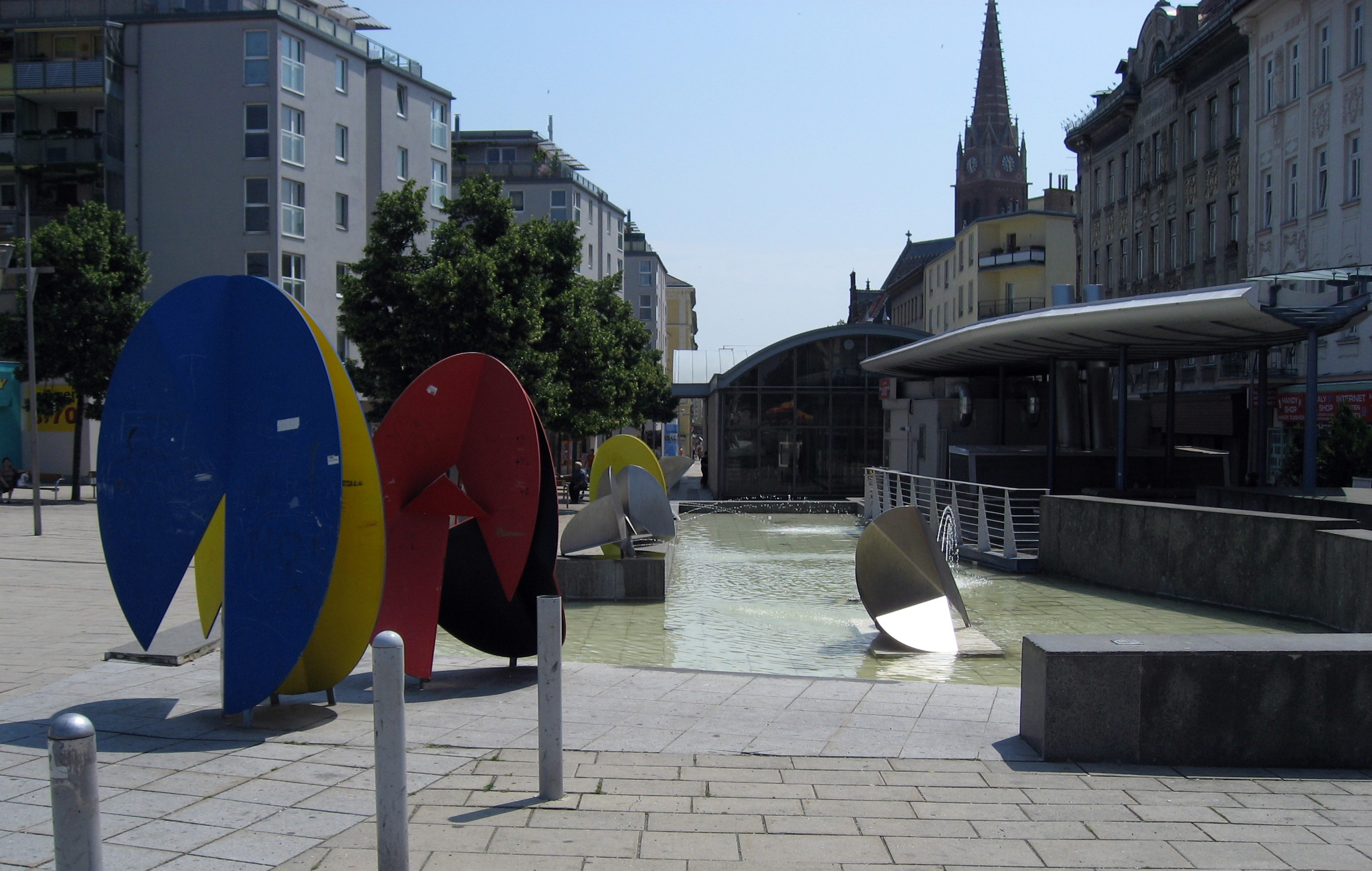
Wiener Wasserwelt: „Neun Doppelellipsen“, Stahlfiguren, Waltrud Viehböck

- um 1976 mit Arthur Viehböck: Tabernakel in der Pfarrkirche Puchenau
- 9 Stahlfiguren als Teil der Wiener Wasserwelt (1995)
- Objekt in der Landschaft von Prigglitz (1995 bis 1997)[4]